# Åselepartiet
Åselepartiet (ÅSP) är ett lokalt politiskt parti i Åsele kommun, bildat 1994. 

## Historik
I valet 1994 kom partiet in i kommunfullmäktige och fick 5 mandat. Under mandatperioden 1998-2002 hade partiet 7 mandat i kommunfullmäktige, 2002-2006 hade partiet 5 mandat och 2006-2010 hade partiet 6 mandat. Inför valet 2010 gick oppositionen i Åsele samman, på en gemensam kommunfullmäktigelista, Åsele kommunlista (ÅKL).
Inför valet 2014 gick ÅSP åter ut med en egen lista med ordförande Anders Westman på första plats. Partiet blev denna gång största parti i kommunfullmäktige med 11 mandat. Partiet fick 35,16 procent av rösterna i kommunalvalet och blev det största partiet i kommunfullmäktige då socialdemokraterna samtidigt backade från 50 procent till 26,22 procent och Åselepartiet fick efter valet ordförandeposten i kommunstyrelsen. Åselepartiet styrde under mandatperioden 2014-2018 kommunen tillsammans med partiet Opinion. Efter valet 2018 fick Åselepartiet 16,86 procent av rösterna i kommunalvalet och 6 mandat i kommunfullmäktige. Åselepartiet backade därmed med 18,30 procent och förlorade ställningen som största parti i kommunfullmäktige till socialdemokraterna som fick 37,63 procent av rösterna och 12 mandat. Efter valet 2018 har socialdemokraterna styrt kommunen med stöd av Åselepartiet. Socialdemokraterna har ordförandeposten i kommunstyrelsen. Åselepartiet har posten som kommunfullmäktiges ordförande. I valet 2022 fick partiet 19,49 % av rösterna och ökade med 2,6 procentenheter, men fick ändå fem mandat och tappade ett. Samarbetet med S fortsatte efter valet.
Kommunalråd från Åselepartiet var 2014-2016 Egon Persson och Brage Sundberg (delade posten) och 2016-2018 Linnea Lindberg. Anders Westman från Åselepartiet är sedan 2014 kommunfullmäktiges ordförande.

## Valresultat
| År   | Röster      | %     | Mandat   |
| ---- | ----------- | ----- | -------- |
| 1994 | –           | –     | 5 av 31  |
| 1998 | –           | 22,2  | 7 av 31  |
| 2002 | 355         | 16,0  | 5 av 31  |
| 2006 | 371         | 17,91 | 5 av 31  |
| 2010 | Samma lista | –     | 6 av 31  |
| 2014 | 669         | 35,16 | 11 av 31 |
| 2018 | 306         | 16,86 | 6 av 31  |
| 2022 | 316         | 19,49 | 5 av 25  |